# Bijenkorfje
Het bijenkorfje (Spermodea lamellata) is een slakkensoort uit de familie Valloniidae. De wetenschappelijke naam van de soort werd in 1830 gepubliceerd door John Gwyn Jeffreys.

## Beschrijving
De huisje is bolvormig met een laag-conische top en heeft een karakteristieke halfronde vorm zoals een bijenkorf. Het meet ongeveer 2 bij 2 mm en heeft 5,5 tot 6 windingen. De windingen zijn afgerond en de navel is smal en diep. Het oppervlak is voorzien van geprononceerde ribben die bijna loodrecht op de wervelingsas staan. De ribben zijn uitlopers van het organische periostracum en zijn daarom alleen te zien op verse exemplaren. Ze zijn afwezig in verweerde exemplaren. Door de ribbels lijkt de kast licht iriserend. Het is honinggeel tot goudbruin van kleur. De mond is afgerond tot ovaal en de mondrand is niet verdikt, eerder dun en breekbaar.

## Voorkomen, manier van leven en verspreiding
Het bijenkorfje leeft in oude loof- en gemengde loofbossen in matig vochtige bodemstrooisel. Het verspreidingsgebied is te omschrijven als Noordwest-Europees-Atlantisch. Het strekt zich uit van Portugal tot de Britse Eilanden, langs de kustlijn tot in noordoost Polen. In het noorden strekt het verspreidingsgebied zich uit tot in het noorden van Noorwegen.

## Trivia
De gewone brunel (Prunella vulgaris) wordt ook 'bijenkorfje' genoemd.